# Lac Meech
Le lac Meech est situé au cœur du Parc de la Gatineau dans la municipalité de Chelsea, Québec, Canada (environ 20 km au nord-ouest de Gatineau). Le lac a été nommé d'après le Révérend Asa Meech, un des premiers colons de l'endroit.
Près du lac, sur le ruisseau Meech, on retrouve les vestiges d'une usine de fertilisants construite par Thomas "Carbide" Willson durant les années 1900. En 1981, la résidence d'été de Willson (la Maison Willson) surplombant le lac Meech fut transformée en centre de conférence par le gouvernement canadien. La maison est réputée, entre autres, pour avoir accueilli, en 1987, les réunions de l'Accord du lac Meech, qui proposait une révision majeure de la constitution canadienne entre les premiers ministres provinciaux et leur homologue fédéral de l'époque, Brian Mulroney.
Plusieurs résidents ont des propriétés autour du lac. Le Premier ministre du Canada a quant à lui une résidence d'été aux abords du lac voisin, le Lac Mousseau. La Commission de la capitale nationale (CCN), gérant le Parc de la Gatineau, s'occupe des plages du lac Meech durant l'été. Bien que la pratique ne soit pas encouragée par la CCN, il y a une plage isolée utilisée fréquemment par des naturistes.
En 1988, une étude menée par la CCN a confirmé que les résidents du Lac Meech sont responsables de la majorité de la production de phosphore présente dans le lac à la hauteur de 70.2%, comparé à 29.8% du côté des visiteurs. Sa présence est notamment responsable de la prolifération de l’algue bleu-verte, un problème qui ne cesse d'empirer dans le Lac Meech depuis plusieurs années.